# МЛБ в сезоне 1958
Пятьдесят восьмой сезон в истории МЛБ начался 14 апреля и завершился 15 октября 1958 года. Мировая серия стала повторением предыдущей, и чемпионом в 18-й раз в истории стал клуб «Нью-Йорк Янкис», со счётом 4:3 обыгравший «Нью-Йорк Янкис». Самым ценным игроком финала был признан питчер Боб Тёрли. Призы самым ценным игрокам по итогам регулярного сезона получили Джеки Дженсен из «Бостон Ред Сокс» и Эрни Бэнкс из «Чикаго Кабс».
В пятый раз за последние шесть сезонов произошёл переезд команд, на этот раз сразу двух: «Бруклин Доджерс» переехали в Лос-Анджелес, а «Нью-Йорк Джайентс» — в Сан-Франциско. Они стали первыми командами в истории МЛБ на Западном побережье. Нью-Йорк остался без команды Американской лиги до 1962 года, когда были образованы «Метс».
Матч всех звёзд лиги, 25-й в истории, состоялся 8 июля на стадионе «Мемориал-стэдиум» в Балтиморе. Победу со счётом 4:3 одержала команда Американской лиги.

## Регулярный чемпионат

### События
- 29 января — Кэтчер «Лос-Анджелес Доджерс» Рой Кампанелла получил перелом шеи в результате утренней автомобильной аварии на Лонг-Айленде. Его позвоночник был почти полностью поврежден, а ноги навсегда парализованы, вследствие чего он был вынужден завершить карьеру[1].
- 4 февраля — Впервые с 1950 года не удалось избрать новых членов Зала славы бейсбола[2].
- 18 апреля — В первой в истории игре лиги на Западном побережье «Сан-Франциско Джайентс» разгромили «Лос-Анджелес Доджерс» со счётом 8:0. Питчер хозяев Рубен Гомес[англ.] бросил шатаут, а шортстоп Дэрил Спенсер[англ.] выбил первый на Западном побережье хоум-ран. Рекордные для «Силс-стэдиум[англ.]» 23 192 болельщика наблюдали за исторической игрой.
- 25 апреля — «Доджерс» установили рекорд по количеству болельщиков на вечерней игре регулярного чемпионата: 60 365 человек наблюдали за победой хозяев над «Сент-Луис Кардиналс» со счётом 5:3.

### Национальная лига
| # | Команда                         | В  | П  | Н | П%    | ОН  | ОП  |
| - | ------------------------------- | -- | -- | - | ----- | --- | --- |
| 1 | Милуоки Брэйвз (Детали)         | 92 | 62 | 0 | 59.74 | 675 | 541 |
| 2 | Питтсбург Пайрэтс (Детали)      | 84 | 70 | 0 | 54.55 | 662 | 607 |
| 3 | Сан-Франциско Джайентс (Детали) | 80 | 74 | 0 | 51.95 | 727 | 698 |
| 4 | Цинциннати Редс (Детали)        | 76 | 78 | 0 | 49.35 | 695 | 621 |
| 5 | Чикаго Кабс (Детали)            | 72 | 82 | 0 | 46.75 | 709 | 725 |
| 6 | Сент-Луис Кардиналс (Детали)    | 72 | 82 | 0 | 46.75 | 619 | 704 |
| 7 | Лос-Анджелес Доджерс (Детали)   | 71 | 83 | 0 | 46.10 | 668 | 761 |
| 8 | Филадельфия Филлис (Детали)     | 69 | 85 | 0 | 44.81 | 664 | 762 |

### Американская лига
| # | Команда                       | В  | П  | Н | П%    | ОН  | ОП  |
| - | ----------------------------- | -- | -- | - | ----- | --- | --- |
| 1 | Нью-Йорк Янкис (Детали)       | 92 | 62 | 1 | 59.35 | 759 | 577 |
| 2 | Чикаго Уайт Сокс (Детали)     | 82 | 72 | 1 | 52.90 | 634 | 615 |
| 3 | Бостон Ред Сокс (Детали)      | 79 | 75 | 1 | 50.97 | 697 | 691 |
| 4 | Кливленд Индианс (Детали)     | 77 | 76 | 0 | 50.33 | 694 | 635 |
| 5 | Детройт Тайгерс (Детали)      | 77 | 77 | 0 | 50.00 | 659 | 606 |
| 6 | Балтимор Ориолс (Детали)      | 74 | 79 | 1 | 48.05 | 521 | 575 |
| 7 | Канзас-Сити Атлетикс (Детали) | 73 | 81 | 2 | 46.79 | 642 | 713 |
| 8 | Вашингтон Сенаторз (Детали)   | 61 | 93 | 2 | 39.10 | 553 | 747 |

## Мировая серия
Мировая серия 1958: Нью-Йорк Янкис — Милуоки Брэйвз 4-3